# Murina lorelieae
Murina lorelieae (Eger & Lim, 2011) è un pipistrello della famiglia dei Vespertilionidi diffuso in Cina e nel Vietnam.

## Descrizione

### Dimensioni
Pipistrello di piccole dimensioni, con la lunghezza totale tra 71 e 85 mm, la lunghezza dell'avambraccio tra 30,8 e 35,6 mm, la lunghezza della coda di 30 mm, la lunghezza del piede di 9 mm, la lunghezza delle orecchie tra 14 e 16 mm e un peso fino a 6,5 g.

### Aspetto
La pelliccia è lunga e si estende sulle ali fino all'altezza dei gomiti e delle ginocchia. Le parti dorsali sono bruno-rossastre, mentre le parti ventrali sono bianche con la base dei peli nero-brunastra. Il muso ha una maschera nera intorno alla bocca, le guance, il mento e gli occhi ed è stretto, allungato, con le narici protuberanti e tubulari. Gli occhi sono molto piccoli. Le orecchie sono lunghe, arrotondate e ben separate tra loro. Il trago è lungo ed affusolato. Le ali sono attaccate posteriormente alla base dell'artiglio dell'alluce. I piedi sono piccoli e ricoperti di peli. La coda è lunga ed inclusa completamente nell'ampio uropatagio, il quale è densamente ricoperto di peli dello stesso colore del dorso sulla superficie dorsale ed ha il margine libero frangiato di peli. Il calcar è lungo.

## Biologia

### Alimentazione
Si nutre di insetti.

## Distribuzione e habitat
Questa specie è conosciuta soltanto attraverso un individuo maschio adulto catturato nel 2004 nella provincia cinese meridionale del Guangxi ed ora depositato con numero di catalogo ROM M116171 presso il Royal Ontario Museum di Toronto, Canada e da tre individui catturati nel 2011 nella riserva naturale di Ngoc Linh, nel Vietnam centrale.
Vive nelle foreste sempreverdi secondarie tra 978 e 1.682 metri di altitudine.

## Tassonomia
Sono state riconosciute 2 sottospecie:
- M.l.lorelieae:  provincia cinese del Guangxi;
- M.l.ngoclinhensis (Tu, Cornette, Utge & Hassanin, 2015): Vietnam centrale.

## Conservazione
Questa specie, essendo stata scoperta solo recentemente, non è stata sottoposta ancora a nessun criterio di conservazione.